# Чертищев, Михаил Викторович
Михаи́л Ви́кторович Черти́щев (род. 1 марта 1986, Кингисепп, СССР) — российский композитор, музыкальный продюсер, аранжировщик.
Автор музыки и песен для таких популярных анимационных фильмов для детей, как «Три богатыря на дальних берегах», «Три богатыря. Ход конём», «Иван Царевич и Серый Волк 2» и сериалов «Барбоскины», «Лунтик и его друзья» и др. Написал несколько музыкальных композиций для российской певицы Анны Хохловой. Активно пишет музыку для таких юных исполнителей, как Варя Стрижак, для участницы проекта «Голос. Дети» (1 сезон 2014 год) Виолетты Вольской и победительницы проекта Алисы Кожикиной. Отец Betsy.

## Биография
Михаил Чертищев получил высшее музыкальное образование в Санкт-Петербургском Государственном Университете Культуры и Искусств по классу аккордеона, где главным педагогом для него являлся профессор, Заслуженный деятель искусств Российской Федерации, заведующий кафедрой народных инструментов Кравцов Николай Александрович.
В 2004 году Михаил Чертищев начинает заниматься композиторской деятельностью и в 2005 году создает музыкальный альбом в стиле синти-поп для группы «Night Light», солисткой которой является Мария Титова. В 2009 году Михаил Чертищев работал с компанией «Monsters Production» и написал музыку к большому количеству рекламных роликов («Сеалекс», «Суперлента Момент», «Фулфлекс», «АД Норма» и др.). Затем стал ведущим композитором компании «Strategic Music», специализирующейся на производстве музыкального сопровождения для компьютерных игр. Создал более 300 музыкальных композиций. Так же с 2009 года Михаил пишет музыку для юной начинающей певицы Вари Стрижак. За время совместной творческой работы с исполнительницей написал более 30 композиций. Является также автором музыки к песне «Лабиринт», с которой Варя Стрижак принимала участие в детском конкурсе песни «Евровидение» в 2011 году. В том же году Михаил создал авторский питерский проект «GOODINI», в котором солисткой выступала Анна Хохлова. Группа исполняла песни в стиле поп и сняла несколько клипов.
С 2010 по 2018 год Михаил Чертищев сотрудничал со студией анимационного кино «Мельница». Параллельно сотрудничает с кинокомпанией «СТВ». Является автором саундтрека для фильма «Парень с нашего кладбища».
В 2013 году у Михаила родилась дочь Светлана, которая впоследствии стала певицей и блогером Betsy.
Весной 2015 года стал продюсером победительницы музыкального шоу «Голос. Дети» (1 сезон 2014 год) Алисы Кожикиной. Написал для её репертуара такие песни как «Шапочка», «Я лежу на пляже», «Падала», «Стала сильнее», «Белые снежинки» и др. Композиция «Стала сильнее» долгое время была в активной ротации на Русском радио. Сотрудничество с ней прекращено в конце 2016 года. Она перешла к казанскому композитору Кириллу Уханову.

## Творческая деятельность

### Аранжировщик
| Год  | Название фильма                     |
| 2010 | «Три Богатыря и Шамаханская царица» |
| ---- | ----------------------------------- |

### Композитор и аранжировщик
| Год         | Название фильма                       |
| 2011 — 2018 | «Барбоскины» (1-205 серии)            |
| 2012 — 2018 | «Лунтик и его друзья» (390-504 серии) |
| 2012        | «Три богатыря на дальних берегах»     |
| 2013        | «Как поймать перо Жар-Птицы»          |
| 2013        | «Иван Царевич и Серый Волк 2»         |
| 2014        | «Три богатыря. Ход конём»             |
| 2015        | «Парень с нашего кладбища»            |
| 2015        | «Крепость. Щитом и мечом»             |
| 2015        | «Иван Царевич и серый волк 3»         |
| 2015—2019   | «Ангел Бэби»                          |
| 2016        | «Три богатыря и Морской царь»         |
| 2017        | «Урфин Джюс и его деревянные солдаты» |
| 2017        | «Три богатыря и принцесса Египта»     |
| 2017        | «Шаранавты: Герои космоса»            |
| 2018        | «Три богатыря и наследница престола»  |
| 2018        | «Царевны» (1-14 серии)                |
| 2020        | «Гуляй, Вася! Свидание на Бали»       |
| 2020        | «Неадекватные люди 2»                 |
| 2022        | «Бука. Мое любимое чудище»            |
| ----------- | ------------------------------------- |

### Дискография
| Год  | Исполнитель                                        | Композиция                                                                           |
| 2010 | Анна Хохлова                                       | «Ты и Я» (из м/с «Барбоскины»)                                                       |
| 2010 | Варя Стрижак                                       | «Школьный Хип-Хоп»                                                                   |
| 2010 | Варя Стрижак                                       | «Мама, Не Плачь!»                                                                    |
| 2011 | Варя Стрижак                                       | «Школота»                                                                            |
| 2011 | Варя Стрижак                                       | «Лабиринт»                                                                           |
| 2011 | Варя Стрижак                                       | «Главный Вопрос»                                                                     |
| 2011 | GOODINI                                            | «Огород»                                                                             |
| 2011 | GOODINI                                            | «Let`s Fly»                                                                          |
| 2012 | Варя Стрижак, Александр Олешко                     | «Письма Войны»                                                                       |
| 2012 | Варя Стрижак                                       | «Я Объявляю Лето»                                                                    |
| 2012 | Варя Стрижак                                       | «Атака Мертвецов, или Русские Не Сдаются!»                                           |
| 2012 | Анна Хохлова                                       | «Акварельные Мечты»                                                                  |
| 2012 | Анна Хохлова                                       | «Unprotected»                                                                        |
| 2012 | Анна Хохлова, Лия Медведева                        | «Песенка Любавы» (из м/ф «Три богатыря на дальних берегах»)                          |
| 2013 | Любовь Владимирова                                 | «Песня Василисы» (из м/ф «Иван Царевич и Серый Волк 2»)                              |
| 2013 | Варя Стрижак                                       | «Я Иду По Краю»                                                                      |
| 2014 | Варя Стрижак                                       | «Солдаты Первой Мировой»                                                             |
| 2014 | Эдгар Темиров                                      | «Занесло» (из м/ф «Три богатыря. Ход конём»)                                         |
| 2014 | Дмитрий Высоцкий                                   | песня коня Юлия «Буду Бить Аккуратно, Но Сильно!» (из м/ф «Три богатыря. Ход конём») |
| 2015 | Варя Стрижак                                       | «В Бой Идут Ополченцы»                                                               |
| 2015 | Варя Стрижак                                       | «Пробуждение или Новое Солнце Встает»                                                |
| 2015 | Алиса Кожикина                                     | «Я Лежу На Пляже»                                                                    |
| 2015 | Алиса Кожикина                                     | «Падала»                                                                             |
| 2015 | Алиса Кожикина                                     | «Стала Сильнее»                                                                      |
| 2015 | Алиса Кожикина                                     | «Белыми Снежинками»                                                                  |
| 2015 | Алиса Кожикина                                     | «Черный всадник» (из м/ф «Крепость. Щитом и мечом»)                                  |
| 2015 | Алиса Кожикина, Семен Трескунов                    | «Твоя Дорога» (из м/ф «Крепость. Щитом и мечом»)                                     |
| 2016 | Виолетта Вольская                                  | «С тобой» (из м/ф «Иван Царевич и Серый Волк 3»)                                     |
| 2016 | Алиса Кожикина                                     | «Завтра будет лучше, чем вчера»                                                      |
| 2016 | Алиса Кожикина                                     | «Я лежу на пляже»                                                                    |
| 2016 | Алиса Кожикина                                     | «Я не игрушка»                                                                       |
| 2018 | Виолетта Вольская                                  | «Приглашают царевны» (из м/с «Царевны»)                                              |
| 2019 | Марина Кравец                                      | «Песня Василисы» (из м/ф «Иван Царевич и Серый Волк 4»)                              |
| 2021 | M&A, Бетси                                         | «Симпл димпл поп ит сквиш»                                                           |
| 2022 | Виолетта Вольская                                  | «Знаю, любовь придёт» (из м/ф «Бука. Моё любимое чудище»)                            |
| 2022 | Виолетта Вольская                                  | «Песня Варвары в городе» (из м/ф «Бука. Моё любимое чудище»)                         |
| 2022 | Виолетта Вольская                                  | «Финальная песня Варвары» (из м/ф «Бука. Моё любимое чудище»)                        |
| 2022 | Алексей Чумаков                                    | «Песня Буки» (из м/ф «Бука. Моё любимое чудище»)                                     |
| 2022 | Прохор Чеховской                                   | «Удачный шанс» (из м/ф «Бука. Моё любимое чудище»)                                   |
| 2022 | Прохор Чеховской                                   | «Бери от жизни всё» (из м/ф «Бука. Моё любимое чудище»)                              |
| 2022 | Алексей Чумаков, Виолетта Вольская, Тимур Родригез | «Дорожная песня о дружбе» (из м/ф «Бука. Моё любимое чудище»)                        |
| 2022 | Мукка                                              | "Мертвые Цветы"                                                                      |
| ---- | -------------------------------------------------- | ------------------------------------------------------------------------------------ |